# Cerapoda aegyptiaca
Cerapoda aegyptiaca là một loài bướm đêm trong họ Noctuidae.